# Code of Honor (2012)
Code of Honor ist ein US-amerikanischer Porno-Actionfilm, der von Digital Playground produziert wurde. Regie führte Robby D. Der Film wurde im Jahr 2012 auf DVD und Blu-ray veröffentlicht.

## Handlung
Der Film handelt von der Undercover-Agentin Selena Rose, die während der verpfuschten Verhaftung des Drogenbarons Manuel entführt wird. Ein Team ihrer Freunde nimmt die Rettungsaktion unter der Führung Jesse Janes in Angriff.

## Wissenswertes
- Der Film enthält sieben Sexszenen und gilt als Blockbuster und Big Budget Movie unter den Pornofilmen.
- Alle aktuellen Vertragsdarstellerinnen des Produktionsstudios spielen im Film mit und haben alle ihre eigene Szene.
- Der Film zeichnet sich durch einige Action-Szenen mit Schusswaffen und Helikoptern aus.

## Nominierungen
AVN Awards, 2014
- Beste Marketing-Kampagne – Einzelprojekt
- Beste Art Direction
- Beste Verpackung
- Beste Nebendarstellerin – Stoya
- Beste Darstellerin – Jesse Jane
- Beste Anal Sex-Szene – James Deen, Stoya
- Beste Regisseur: Feature – Robby D.
- Beste Special Effects
- Bestes Drama

Sex Awards, 2013
- Adult Movie des Jahres

The Fannys, 2013
- Film des Jahres

XBiz Awards, 2014
- Beste Special Effects
- Beste Filmkunst („Best Cinematography“)
- Beste Art Direction
- Spielfilm des Jahres
- Best Szene: Spielfilm – Jesse Jane, Kayden Kross, Manuel Ferrara, Riley Steele, Selena Rose
- Regisseur des Jahres: Spielfilm – Robby D.
- Beste Darstellerin: Spielfilm – Kayden Kross

XRCO Award, 2014
- Beste Darstellerin – Jesse Jane
- Bester Film („Best Epic“)